# Anders Ågren
Anders Nils Erik Ågren, född 25 juni 1957, är en svensk musiker.

## Biografi
Ågren gör rösten till Kråkan i Sveriges radios barnradioprogram Mamma Mu och Kråkan. Ågren har även givit ut eget material. Cd:n Lille Fille är en barnskiva med egna låtar för barn.
I december 2006 kom cd:n Gagga som tar vid där Lille Fille slutade. Barnvisor med kluriga texter, som Gagga, Tjing tjång långkalsång, Tacolov med flera.
I november 2010 släpptes "En Jätteliten Låg Hög" en CD med bandet Kråkan & Busarna bestående av Anders Ågren, gitarr, ukulele, sång, Olle Johansson, gitarr, mandolin, sång, Linda Dahl, sång, percussion, melodika, Mathias Dahl, cajon, slagverk, trummor, sång, Patrik Granath, bas. I juni 2015 kom CD:n Fingret På Näsan, utgiven av bolaget Matrona. Skivan innehåller enkla låtar om en dag på förskolan. Saker som balansgång, trehjuling, pölar, räkna, hoppa med mera tas upp.
Bandet har funnits sedan 2005 och hunnit med ett antal turnéer i Sverige.